# Olivese
Olivese är en kommun i departementet Corse-du-Sud på ön Korsika i Frankrike. Kommunen ligger  i kantonen Petreto-Bicchisano som tillhör arrondissementet Sartène. År 2022 hade Olivese 220 invånare.

## Befolkningsutveckling
Antalet invånare i kommunen Olivese
Referens:INSEE